# Lasius
Genre
Lasius (du grec λάσιος, lasios, « poilu », en référence à leur abondante pilosité sur les appendices[réf. souhaitée]) est un genre de fourmis de la famille des formicidés.

## Liste des espèces
Selon AntWeb, le genre Lasius comprend 134 espèces dont 22 fossiles, et 32 d'entre elles sont réparties dans six sous-genres, les autres n'ayant pas de sous-genre attribué :
sous-genre Lasius (Acanthomyops) Mayr, 1862
- Lasius californicus Wheeler, 1917
- Lasius latipes (Walsh, 1863)
- Lasius murphyi Forel, 1901

sous-genre Lasius (Austrolasius) Faber, 1967
- Lasius carniolicus Mayr, 1861
- Lasius reginae Faber, 1967

sous-genre Lasius (Cautolasius) Wilson, 1955
- Lasius flavus (Fabricius, 1782)
- Lasius myops Forel, 1894

sous-genre Lasius (Chthonolasius) Ruzsky, 1912
- Lasius atopus Cole, 1958
- Lasius bicornis (Foerster, 1850)
- Lasius citrinus Emery, 1922
- Lasius distinguendus (Emery, 1916)
- Lasius humilis Wheeler, 1917
- Lasius jensi Seifert, 1982
- Lasius meridionalis (Bondroit, 1920)
- Lasius mixtus (Nylander, 1846)
- Lasius nitidigaster Seifert, 1996
- Lasius sabularum (Bondroit, 1918)
- Lasius subumbratus Viereck, 1903
- Lasius umbratus (Nylander, 1846)
- Lasius vestitus Wheeler, 1910

sous-genre Lasius (Dendrolasius) Ruzsky, 1912
- Lasius fuliginosus (Latreille, 1798)

sous-genre Lasius (Lasius) Latreille, 1804
- Lasius alienus (Foerster, 1850)
- Lasius austriacus Schlick-Steiner, Steiner, Schödl & Seifert, 2003
- Lasius brunneus (Latreille, 1798)
- Lasius crypticus Wilson, 1955
- Lasius emarginatus (Olivier, 1792)
- Lasius neoniger Emery, 1893
- Lasius niger (Linnaeus, 1758)
- Lasius pallitarsis (Provancher, 1881)
- Lasius paralienus Seifert, 1992
- Lasius platythorax Seifert, 1991
- Lasius psammophilus Seifert, 1992

sans sous-genre attribué
- Lasius affinis (Schenck, 1852)
- Lasius alienoflavus Bingham, 1903
- Lasius arizonicus Wheeler, 1917
- Lasius balcanicus [no authors], 1988
- Lasius balearicus Talavera, Espadaler & Vila, 2014
- Lasius breviscapus Seifert, 1992
- Lasius buccatus Stärcke, 1942
- Lasius bureni (Wing, 1968)
- Lasius capitatus (Kuznetsov-Ugamsky, 1927)
- Lasius cinereus Seifert, 1992
- Lasius claviger (Roger, 1862)
- Lasius colei (Wing, 1968)
- Lasius coloradensis Wheeler, 1917
- Lasius coloratus Santschi, 1937
- Lasius creightoni (Wing, 1968)
- Lasius crinitus (Smith, 1858)
- Lasius draco Collingwood, 1982
- Lasius elevatus Bharti & Gul, 2013
- Lasius escamole Reza, 1925
- Lasius exulans Fabricius, 1804
- Lasius fallax Wilson, 1955
- Lasius flavescens Forel, 1904
- Lasius flavoniger Seifert, 1992
- Lasius fuji Radchenko, 2005
- Lasius gebaueri Seifert, 1992
- Lasius grandis Forel, 1909
- Lasius hayashi Yamauchi & Hayashida, 1970
- Lasius hikosanus Yamauchi, 1979
- Lasius himalayanus Bingham, 1903
- Lasius hirsutus Seifert, 1992
- Lasius illyricus Zimmermann, 1935
- Lasius interjectus Mayr, 1866
- Lasius japonicus Santschi, 1941
- Lasius karpinisi Seifert, 1992
- Lasius koreanus Seifert, 1992
- Lasius lasioides (Emery, 1869)
- Lasius lawarai Seifert, 1992
- Lasius longiceps [no authors], 1988
- Lasius longicirrus Chang & He, 2002
- Lasius magnus Seifert, 1992
- Lasius mellea (Provancher, 1881)
- Lasius mexicanus Wheeler, 1914
- Lasius mikir Collingwood, 1982
- Lasius minutus Emery, 1893
- Lasius monticola (Buckley, 1866)
- Lasius morisitai Yamauchi, 1979
- Lasius myrmidon Mei, 1998
- Lasius nearcticus Wheeler, 1906
- Lasius neglectus Van Loon, Boomsma & Andrasfalvy, 1990
- Lasius nevadensis Cole, 1956
- Lasius niger pinetorum [no authors], 1907
- Lasius nigrescens Stitz, 1930
- Lasius nipponensis Forel, 1912
- Lasius obscuratus Stitz, 1930
- Lasius occidentalis Wheeler, 1909
- Lasius orientalis Karavaiev, 1912
- Lasius piliferus Seifert, 1992
- Lasius plumopilosus Buren, 1941
- Lasius pogonogynus Buren, 1950
- Lasius productus Wilson, 1955
- Lasius przewalskii Ruzsky, 1915
- Lasius pubescens Buren, 1942
- Lasius rabaudi (Bondroit, 1917)
- Lasius rubiginosa (Latreille, 1802)
- Lasius ruficornis (Fabricius, 1804)
- Lasius sakagamii Yamauchi & Hayashida, 1970
- Lasius schaeferi Seifert, 1992
- Lasius schulzi Seifert, 1992
- Lasius sitiens Wilson, 1955
- Lasius sonobei Yamauchi, 1979
- Lasius spathepus Wheeler, 1910
- Lasius speculiventris Emery, 1893
- Lasius subglaber Emery, 1893
- Lasius talpa Wilson, 1955
- Lasius tebessae Seifert, 1992
- Lasius turcicus Santschi, 1921
- Lasius uzbeki Seifert, 1992
- Lasius viehmeyeri Emery, 1922
- Lasius wittmeri Seifert, 1992
- Lasius xerophilus MacKay & MacKay, 1994

espèces fossiles
- † Lasius anthracinus (Heer, 1867)
- † Lasius chambonensis Piton & Théobald, 1935
- † Lasius crispus Piton & Théobald, 1935
- † Lasius epicentrus Théobald, 1937
- † Lasius globularis (Heer, 1849)
- † Lasius inflatus (Zhang, 1989)
- † Lasius longaevus (Heer, 1849)
- † Lasius longipennis (Heer, 1849)
- † Lasius mordicus Zhang, 1989
- † Lasius nemorivagus Wheeler, 1915
- † Lasius oblongus Assmann, 1870
- † Lasius obscurus (Heer, 1849)
- † Lasius occultatus (Heer, 1849)
- † Lasius ophthalmicus (Heer, 1849)
- † Lasius peritulus (Cockerell, 1927)
- † Lasius pumilus Mayr, 1868
- † Lasius punctulatus Mayr, 1868
- † Lasius schiefferdeckeri Mayr, 1868
- † Lasius tertiarius Zalessky, 1949
- † Lasius truncatus Zhang, 1989
- † Lasius validus Zhang, 1989
- † Lasius vetulus Dlussky, 1981